# Tomeurus gracilis
Tomeurus gracilis és una espècie de peix de la família dels pecílids i de l'ordre dels ciprinodontiformes.

## Morfologia
Els mascles poden assolir els 3,3 cm de longitud total.

## Distribució geogràfica
Es troba a Sud-amèrica: rius Orinoco i Amazones (Veneçuela, Guaiana, Surinam, Guaiana Francesa i Brasil).